# Język północnoivbie-okpela-arhe
Język północnoivbie-okpela-arhe – język edoidalny używany w miejscowych rejonach rządowych Etsako, Akoko Edo, na ziemiach Ate, Okpekpe i Okpella w Nigerii. Od 2006 r. jest zapisywany przy użyciu alfabetu łacińskiego. W 2012 r. powstało tłumaczenie Nowego Testamentu w tym języku.

## Dialekty
- arhe (inne nazwy: ate, atte)
- ivbie północny (inna nazwa: ibie północny)
- okpela (inne nazwy: okpella, ukpella, upella)